# Bernard Zadi Zaourou
Pour les articles homonymes, voir Zadi.
Bernard Zadi Zaourou (né en 1938, à Soubré, en Côte d'Ivoire et mort le 20 mars 2012, à Abidjan), connu également sous le nom de Bottey Zadi Zaourou, est un enseignant universitaire, homme politique, écrivain, metteur en scène, musicien et syndicaliste ivoirien qui a occupé le poste de ministre de la culture dans le gouvernement de Daniel Kablan Duncan, formé en 1993 sous la présidence d'Henri Konan Bédié.

## Biographie

### Formation et carrière académique
Bernard Zadi Zaourou naît en 1938, à Soubré, dans l'ouest de la Côte d'Ivoire ; il est le frère cadet de Marcel Zadi Kessy.
Il étudie la littérature à l'université d'Abidjan et à l'université de Strasbourg. Diplômé d'une maîtrise de stylistique et d’histoire de la langue en 1970, il devient assistant au département de lettres modernes à l’université d’Abidjan. Il est membre fondateur de l’Institut de Littérature et d’Esthétique Négro-Africaines (ILE-NA).
De 1976 à 1977, il est directeur du département des Lettres modernes. Puis en 1980, il obtient un doctorat d’Etat ès lettres à l’université de Strasbourg, en stylistique poésie africaine et histoire de la langue, et devient maître de conférences à l'université d’Abidjan. En 1980, il fonde la compagnie théâtrale Didiga.

### Fondation du GRTO et militantisme politique
Emprisonné dès 1963, dans le cadre de la répression politique liée à la découverte de complots supposés à l'encontre du président, il comprend que tout combat politique de front, au sein d'un parti clandestin, serait victime de la répression impitoyable de Félix Houphouët-Boigny. Avec Laurent Gbagbo, qu'il rencontre en France en 1969, il décide de mener le combat politique en intégrant la société civile.
Défenseur de la tradition orale africaine, qui met en dialogue discours historique, musique épique et esthétique littéraire, il assure la transformation du Club des jeunes chercheurs dans un institut universitaire dénommé Groupe de recherche sur la tradition orale (GRTO) et en dévient directeur. Il décide d’installer le GRTO hors du campus de l'université, au sein d'un des villages ébriés de Cocody, Blokosso.
Le GRTO est considéré par ses fondateurs comme un site de résistance culturelle, intellectuelle et politique face au pouvoir de Félix Houphouët-Boigny. Si la formation intellectuelle des étudiants est l'activité officielle du GRTO, il comporte un volet politique et semi-clandestin, qui sert à diffuser des idées de gauche. Il héberge le siège de la cellule fondamentale à partir de laquelle est née le Front populaire ivoirien (FPI) et l’Union des socio-démocrates (USD). Le GRTO sert également de refuge pour les militants du Syndicat national de la recherche et de l’enseignement supérieur (Synares), dont Laurent Gbagbo, Simone Gbagbo et Aboudramane Sangaré.
En 1975, sa pièce de théâtre intitulée L’œil est interdite après seulement trois représentations.
En 1990, à la faveur du retour au multipartisme en Côte d’Ivoire, il fonde le parti Union des socio-démocrates (USD).

### Au gouvernement
En 1993, sous la présidence d'Henri Konan Bédié, Bernard Zadi Zaourou devient ministre de la Culture au sein des gouvernements successifs de Daniel Kablan Duncan, jusqu'en 1999.

## Influence culturelle
Bernard Zadi Zaourou est le théoricien du Didiga, une esthétique qui se décline sur le plan artistique comme le récit des prouesses d'un héros chasseur nommé Djergbeugbeu et sur le plan philosophique comme l'art de l'impensable.
Zadi Zaourou peut être considéré comme un auteur avant tout engagé, musicien et poète et aussi féministe. En peignant  l'image de femmes guerrières intrépides, il relance par la bouche de la gent féminine, la question de la fragilité du pouvoir mâle. Cet extrait de La guerre des femmes est à ce sujet un des plus expressifs :
Mahié
Oui, (...)Quand tu seras seule avec l’homme avec qui tu passeras la première nuit, observe bien sa nudité. À la lisière de sa prairie qui est à tous points semblable à la nôtre, tu découvriras un arbre sans feuillage. Il porte un fruit qui renferme deux fèves. Ne t’acharne pas sur le fruit. Tu tuerais l’homme. Caresse plutôt l’arbre. Il grandira et grossira subitement. À vue d’œil. Ne t’effraie pas. Couche-toi sur le dos. Amène ton double à s’allonger sur toi, de tout son long. Les tisons que tu portes là, sur ta poitrine, le brûleront d’un feu si doux qu’il roucoulera comme une colombe. Il s’abandonnera à toi. Engage alors son arbre dans ton sentier ; fais en sorte que lui-même lui imprime un rythme : haut-bas ! haut-bas ! haut-bas !
Tu verras. Ses yeux se révulseront et il s’oubliera dans une jouissance indicible. Quand tu le verras ainsi désarmé et à ta merci, ne le tue pas mais retiens que toi seule pourras l’envoûter de la sorte, chaque fois que tu le voudras, toi. Ce pouvoir, c’est l’arme nouvelle que je vous laisse. Dis à toutes mes filles, le moment venu, qu’elles en fassent bon usage et qu’elles n’oublient jamais que nous sommes en guerre et que la paix des hommes ne sera jamais qu’une paix de dupes !
(In La guerre des femmes, NEI Abidjan, Editions Neter, 2001)
Un documentaire est consacré à la compagnie "DIDIGA" lors d'une tournée de "La guerre des femmes".

## Hommages
Bernard Zadi Zaourou a été honoré. Son nom a été donné à l’une des salles du plus grand musée d’Afrique situé au Burkina Faso, plus précisément à Manega, grâce à Pacéré Frédéric Titinga, avocat, écrivain et chef coutumier qui avait beaucoup d’estimes pour Zadi. Cette salle a été inaugurée en présence de plusieurs autorités burkinabées et aussi de l’ambassadeur de Côte d’Ivoire au Burkina.
Cinq ans après sa mort, un colloque-hommage international est organisé à son honneur en novembre 2008 au sein de l’université Félix Houphouët Boigny d’Abidjan (anciennement université d’Abidjan). À l’occasion de ce colloque-hommage, Michelle Tanon-Lora, vice-doyenne de l’UFR LLC (Langue, Littérature et Civilisation), dans son discours inaugural n’a pas manqué d’exposer l’engagement de Zadi à l'épanouissement culturel, intellectuel et artistique africain.
Ce colloque portait essentiellement sur plusieurs axes qui étaient entre autres :
- Zadi Zaourou, le théoricien.
- Zadi Zaourou, le créateur.
- Zadi Zaourou, l’homme politique.
- Bernard Zadi Zaourou, le pédagogue[4].

## Recueils de Poésie
- 1958 : Aube prochaine.
- 1975 : Fer de lance (livre I), Honfleur : J.P. Oswald.
- 1977 : Les chants du souvenir.
- 1984 : Césarienne (Fer de lance, livre II), Abidjan : Centre d'édition et de diffusion africaines (CEDA).
- 1984 : A cheval sur un nuage fou (couplé avec la Termitière).
- 2002 : Fer de lance ; poésie, version intégrale" Abidjan : NEI/Neter.
- 2008 : Les quatrains du dégoût Abidjan : CEDA/NEA.

## Pièces de théâtre
- 1967 : Les Sofas suivi de L'Œil, Paris : L'Harmattan.
- 1968 : Sory Lombe (inédit).
- 1978 : La Tignasse, suivi de Kitanmadjo, Abidjan : CEDA.
- 1983 : Le Secret des dieux ; Il segretto degli Dei, Turin : La Rosa.
- 1984 : La Termitière, Paris/Abidjan : L'Harmattan/NEA.
- 1984 : Voyage au pays de l'or  (inédit).
- 1985 : La guerre des femmes, Abidjan : Nouvelles Éditions africaines (NEA).
- 1988 : L'Homme au visage de mort (inédit).
- 1995 : Les Rebelles du bois sacré, Strasbourg.
- 1996 : Négresse Bonheur et Putain d'Afrique, Strasbourg.
- 2008 : Les quatrains du dégoût, Abidjan : CEDA/NEA.

## Études critiques
- 1970 : Analyse stylistique du Cahier d'un retour au Pays natal, d'Aimé Césaire, Université Strasbourg II.
- 1972 : Visage de la femme dans la société africaine, Abidjan (communication colloque).
- 1974 : Expérience africaine de la parole : problèmes théoriques de l'application de la linguistique à la littérature.
- 1974 : Rites funéraires et intégration nationale du pays bété, Abidjan (article in : Annales de lettres, D7).
- 1977 : Langue et critique littéraire en Afrique francophone, Paris : Présence Africaine (communication colloque Yaoundé).
- 1978 : Césaire entre deux cultures ; problèmes théoriques de la litt., négro-africaine d'Aujourd'hui, Abidjan : NEA.
- 1982 : La parole poétique dans la poésie africaine, Université de Strasbourg 1 (thèse pour le doctorat d'État).
- 1983 : Qu'est ce que le Didiga (communication au colloque : Art, écriture et lectures de l'Ilena).
- 1986 : Quest ce que le Didiga (Annales de lettres, série D, tome XIX, pp. 147/163.
- 1987 : La poésie orale, (article in : Notre Librairie, n° 86, pp. 47/60).
- 1997 : Connaissance des arts tribaux (allocution, in : bull.trim.Assoc. Amis du Musée Barbier Muller).
- 1999 : Titenga Frédéric Pacere : le tambour de l'Afrique poétique/Léon Yépri (préface pp.9 à 13), Paris : L'Harmattan.